# Famille Casparini
La famille Casparini est une famille de facteurs d'orgue de Silésie - Lusace des XVIIe et XVIIIe siècles fondée par Adam Casparini (1590–1665), facteur d'orgue et « Mathematicus » à Sorau.
Les trois générations suivantes sont représentées par :
- Eugenio Casparini (1623–1706), facteur d'orgue italien, fils d'Adam Casparini
- Adam Horatio Casparini (1674–1745), facteur d'orgue allemand, fils d'Eugenio Casparini
- Adam Gottlob Casparini (1715–1788), facteur allemand, fils d'Adam Horation Casparini

## Pour approfondir